# Outfoxed
Outfoxed: Rupert Murdoch's War on Journalism er en amerikansk dokumentarfilm fra 2004, produceret af den progressive, amerikanske filmmager Robert Greenwald.
Filmen er yderst kritisk mod Fox News Channel og dens ejer, mange milliardæren Rupert Murdoch.
I filmen fremsættes påstande om at Fox News bliver brugt til at fremelske og glorificere højreorienterede synspunkter, samt at dette foregår i direkte strid mod TV-kanalens egen påstand om at være "fair og velbalanceret", i en sådan grad at det grænser sig til forbruger bedrag.
Dokumentaren blev ikke udgivet til biograferne, men blev i stedet distribueret direkte på DVD af MoveOn.org, og solgt via Internettet gennem internetsider såsom Amazon.com, hvor den i juli 2004 opnåede status som "top-seller".

## References
1. ↑  Deans, Jason (2004-07-21). "Fox News documentary tops Amazon sales chart". The Guardian. Hentet 2008-01-14.

## Eksterne Henvisninger
- Outfoxed på Internet Movie Database (engelsk)
- Outfoxed på Filmdatabasen
- Outfoxed i Svensk Filmdatabas (svensk)
- Outfoxed på MovieMeter (nederlandsk)
- Outfoxed på AllMovie (engelsk)
- Outfoxed hos American Film Institute (engelsk)
- Outfoxed på Turner Classic Movies (engelsk)
- Outfoxed på The Movie Database (engelsk)
- Outfoxed på Rotten Tomatoes (engelsk)
- Outfoxed på Metacritic (engelsk)